# Aurès

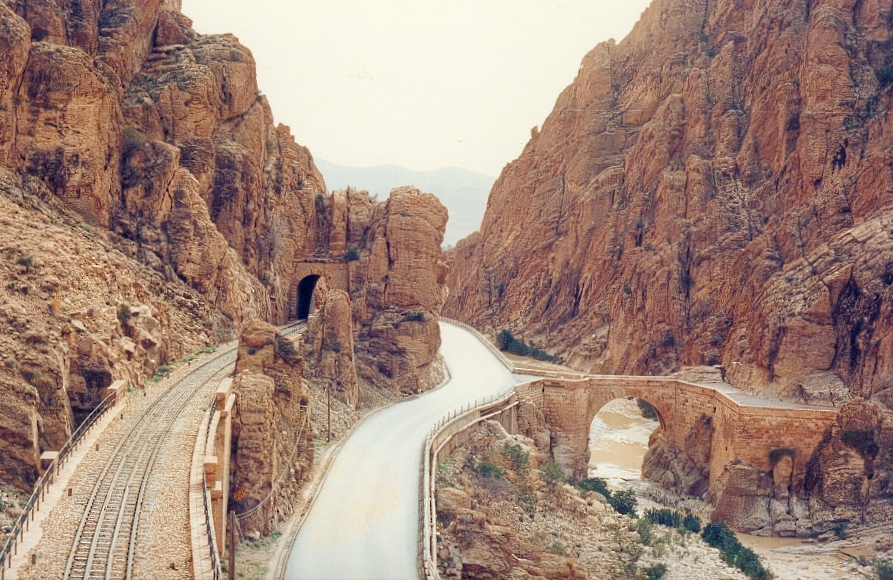
Eisenbahnlinie, Straße und Römerbrücke in der Al-Kantara-Schlucht

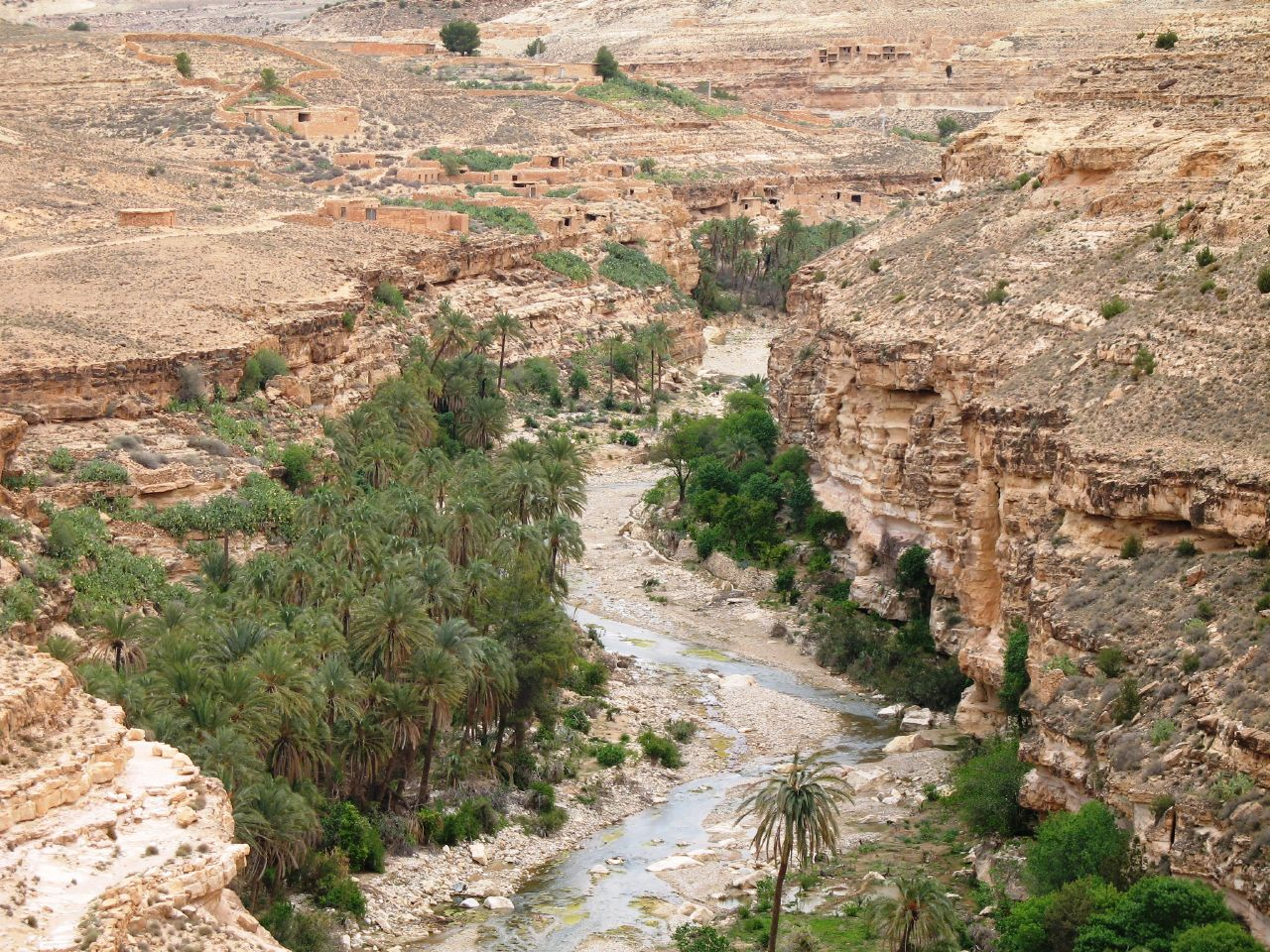
Oued Abiod in der Ghoufi-Schlucht

Der Aurès (Tifinagh-Schrift ⵉⴷⵓⵔⴰⵔ ⵏ ⴰⵡⵔⴰⵙ Idurar n Awras; französisch oft Les Aurès ‚das Wilde‘) ist ein Gebirge im Nordosten Algeriens, dessen östliche Ausläufer bis nach Tunesien reichen.

## Lage
Das Aurès-Gebirge liegt südlich des sich an der Mittelmeerküste entlang ziehenden Tellatlas und östlich des Saharaatlas. Höchster Punkt ist mit einer Höhe von 2328 m der Djebel Chélia. Hauptort der Region ist die ca. 1050 m hoch gelegene und gut 300.000 Einwohner zählende Stadt Batna. Im wilderen Zentrum und im Süden des Aurès gibt es nur kleine Dörfer. Wichtigste Flüsse im Aurès-Gebirge sind der Oued Abdi und der Oued Abiod.

## Klima
Im Winter kann es zu Schneefällen und Nachtfrösten kommen; tagsüber steigen die Temperaturen meist jedoch wieder auf 10 bis 15 °C an. Die sommerlichen Tagestemperaturen können 40 °C und mehr erreichen; nachts kühlt es sich jedoch – je nach Bewölkung – merklich ab.

## Wirtschaft
Bis ins 20. Jahrhundert hinein lebte ein Großteil der Bevölkerung als Selbstversorger von der Landwirtschaft. Während an den sanftabfallenden Hängen im Norden des Aurès vorwiegend Ackerbau betrieben wurde, stand in den zerklüfteten Gebieten im Zentrum und im Süden des Gebirges die Zucht von Schafen und Ziegen – auch in Form des Halbnomadentums (Transhumanz) – im Vordergrund. Heute stehen Tagesausflüge (z. B. in die Schlucht von Ghoufi) im Vordergrund.

## Verkehr
Die wichtigste Nord-Süd-Verkehrsachse im Osten Algeriens, die Nationalstraße 3 und die Bahnstrecke Skikda–Touggourt, führt durch das Gebirge über die Stadt Batna von Nordosten nach Südwesten.

## Bevölkerung
Im Aurès leben verschiedene Berberstämme, deren Kultur in vieler Hinsicht mit den Berbertraditionen Marokkos übereinstimmt. Sie werden als Chaouis bezeichnet; sie selbst nennen sich Icawiyen (ⵉⵛⴰⵡⵉⵢⵏ). Ihre Sprache ist mit der der Rif-Berber verwandt. Jedes Jahr im Frühling wird ein Fruchtbarkeitsfest mit dem Abdaoui-Tanz veranstaltet.

## Sehenswürdigkeiten
Die zerklüftete Berglandschaft des Aurès ist ausgesprochen eindrucksvoll. Früher wurden die Häuser aus gesammelten Steinen oder aber aus mit kleinen Steinen vermischtem Stampflehm errichtet; heute bestehen sie dagegen meist aus Hohlblocksteinen, sind verputzt und weiß oder farbig getüncht.